# 驼峰街站
驼峰街站是昆明地铁1号线主线的地铁车站，位于中华人民共和国云南省昆明市呈贡区彩云南路与驼峰街交叉口，于2013年5月20日开通。

## 车站结构
驼峰街站位于彩云南路与驼峰街交叉口，沿彩云南路设置，呈南北走向，为地下两层岛式站台车站，车站长192.5米，标准段宽29.7米，车站地下一层为站厅层，地下二层为站台层，站台设置全高站台门。
| 地面              | 出入口 | A、B、C、D出入口 |
| 地下一层          | 站厅   | 客服中心、自动售票机、验票机                                                                                            |
| 地下二层          | 站台   | \| \| \| █ 1号线往 █ 2号线北部汽车站（春融街） \| \| 島式 · 開左邊车门 \| \| \| \| \| \| █ 1号线往大学城南（联大街） \| |
|                   |        | █ 1号线往 █ 2号线北部汽车站（春融街）                                                                                   |
| 島式 · 開左邊车门 |        | |
|                   |        | █ 1号线往大学城南（联大街）                                                                                             |

## 出入口
驼峰街站共有4个出入口，近D出入口设地下连通道连通昆明呈贡万达广场，各出口及周围设施如下所示：
| 编号                  | 地点     | 建议前往的目的地       | 照片 |
| --------------------- | -------- | ---------------------- | ---- |
| 出口 · A              | 彩云南路 | 七彩云南第壹城小区     |      |
| 出口 · B              | 彩云南路 | 昆明市政府             |      |
| 出口 · C              | 驼峰街   | 公园壹号小区、孔雀镇   |      |
| 出口 · D · 升降机标志 | 彩云南路 | 万达广场、滇池明珠广场 |      |
| 註： 設有             |          |                        |      |

## 接驳交通

### 公交车
- 驼峰街口(彩云南路)：Z28路
- 驼峰街地铁站A口：Z28路

## 车站历史
本站建设时期工程名为行政中心站，开通前确定以驼峰街站作为车站正式名称。
- 2010年9月30日，车站主体结构封顶[4]。
- 2013年5月20日，车站随1号线南段通车开通[1]。
- 2020年1月30日，受新冠疫情影响，车站暂停运营[5]。3月18日，车站恢复运营[6]。